# Syntretus makarovi
Syntretus makarovi är en stekelart som beskrevs av Sergey A. Belokobylskij 1996. Syntretus makarovi ingår i släktet Syntretus och familjen bracksteklar. Inga underarter finns listade i Catalogue of Life.